# Friedrich Baumgärtner (Politiker)

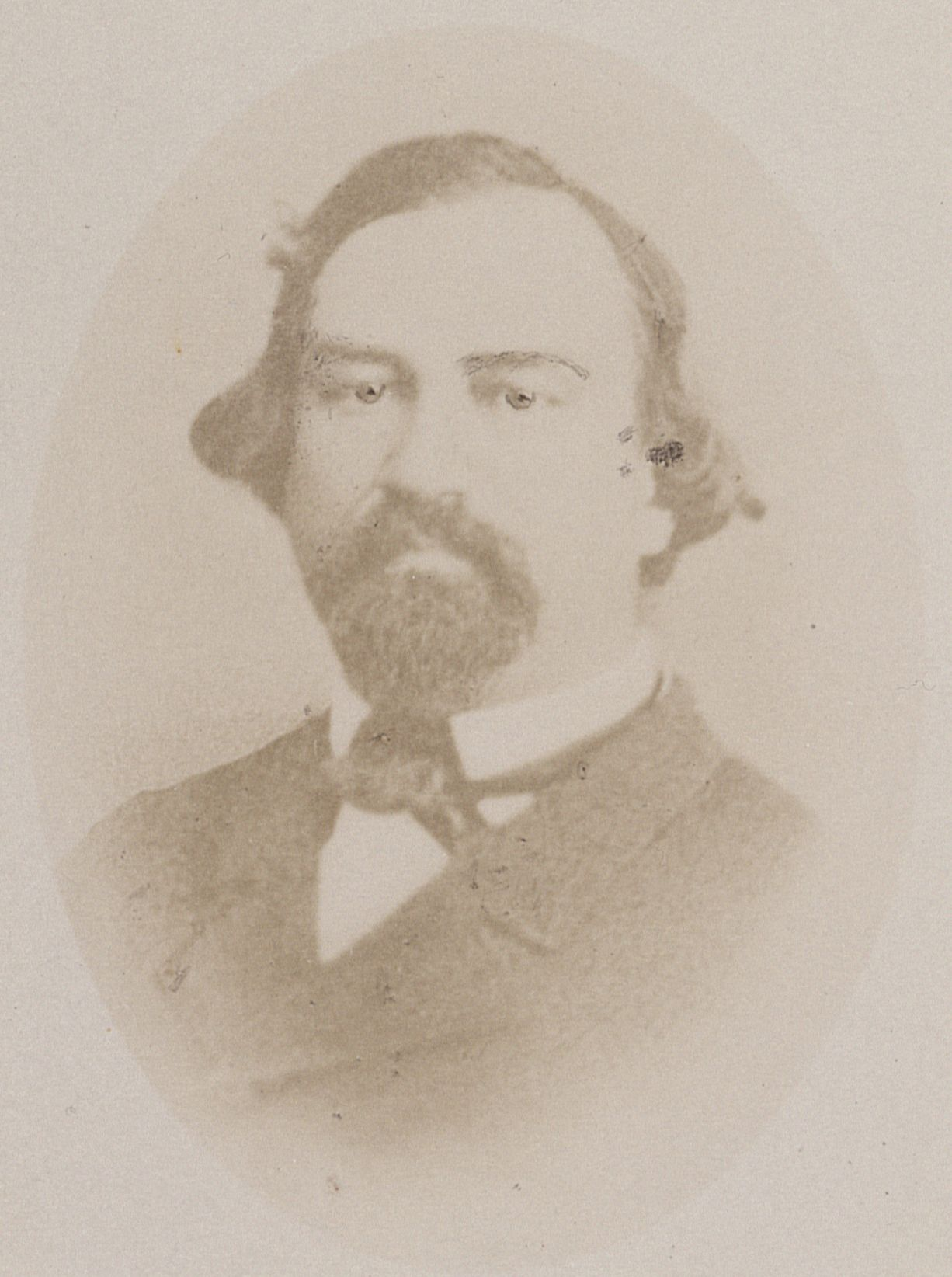
Friedrich Baumgärtner

Friedrich Baumgärtner (* 21. März 1823 in Ludwigsburg; † 15. Mai 1881 in Stuttgart) war ein württembergischer Landtagsabgeordneter. 

## Leben
Friedrich Baumgärtner legte die Werkmeisterprüfung ab und arbeitete mehrere Jahre als Bauunternehmer bei schweizerischen Eisenbahn-Bauvorhaben. Anschließend war er Professor an der Baugewerkschule in Stuttgart und Gutsbesitzer in Hoheneck. 1868 unterlag er als parteiloser Kandidat bei der Landtagswahl, 1871 kam er dann bei einer Ersatzwahl für den verstorbenen Viktor Körner als Kandidat für Ludwigsburg-Stadt in den Landtag. 1876 konnte Baumgärtner sein Mandat verteidigen, er blieb bis an sein Lebensende im Landtag. Hier kümmerte er sich insbesondere um Fragen der Eisenbahnverwaltung.
Seit 1871 saß Baumgärtner daneben im Bürgerausschuss der Stadt Stuttgart und war Mitglied in verschiedenen Vereinen. Friedrich Baumgärtner starb an den Folgen einer schweren Lungenentzündung.